# 高建平 (扶贫工作者)
高建平，中华人民共和国政治人物、全国脱贫攻坚先进个人。

## 生平
高建平任湖北省宜昌市远安县住房和城乡建设局党组书记、局长。因在脱贫攻坚战中作出突出贡献，2021年2月25日全国脱贫攻坚总结表彰大会上，高建平被授予“全国脱贫攻坚先进个人”。